# Плешой
Плешой (рум. Pleșoi) — село у повіті Долж в Румунії. Входить до складу комуни Плешой.
Село розташоване на відстані 203 км на захід від Бухареста, 22 км на захід від Крайови.

## Населення
За даними перепису населення 2002 року у селі проживали 936 осіб, усі — румуни. Усі жителі села рідною мовою назвали румунську.